# Teoria oczekiwań

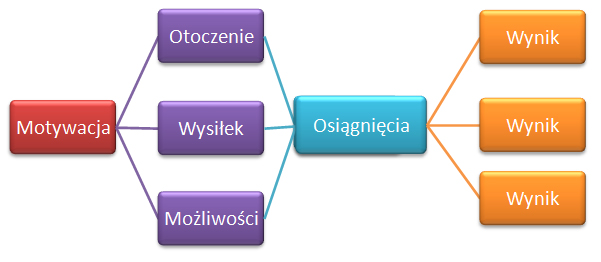
Model motywowania oparty na oczekiwaniach

Formalne ramy teorii oczekiwań zostały zdefiniowane przez Victora Vrooma. Cała teoria opiera się na założeniu, że motywacja jednostki zależy od jej siły pragnienia oraz prawdopodobieństwa zaspokojenia tego pragnienia. Ludzie mają wybór w jaki sposób mogą się zachować i dokonują go w zależności od oczekiwanych wyników.
Motywacja mobilizuje jednostkę do poniesienia wysiłku, który wraz z połączeniem indywidualnych umiejętności jednostki oraz warunkami otoczenia prowadzi do oczekiwanych osiągnięć w pracy. Osiągnięcia te skutkują różnymi wynikami, przy czym każdemu z nich jednostka przypisuje inną wartościowość. Naturalnie jednostka zakłada, że wzrost poniesionego wysiłku zaowocuje wyższymi osiągnięciami.